# Torah Bright
Torah Jane Bright (Cooma (New South Wales), 27 december 1986) is een Australische snowboardster. Ze vertegenwoordigde haar vaderland op de Olympische Winterspelen 2006 (Turijn), de Olympische Winterspelen 2010 (Vancouver) en de Olympische Winterspelen 2014 (Sotsji).

## Carrière
Bij haar wereldbekerdebuut, in september 2003 in Valle Nevado, eindigde Bright op de vierde plaats en scoorde zodoende direct wereldbekerpunten. Drie maanden na haar debuut stond de Australische in Whistler voor de eerste maal op het podium van een wereldbekerwedstrijd, in maart 2004 boekte Bright in Bardonecchia haar eerste wereldbekerzege. Op de wereldkampioenschappen snowboarden 2005 eindigde de Australische op de dertigste plaats in de halfpipe. Tijdens de Olympische Winterspelen van 2006 in Turijn eindigde Bright als vijfde op het onderdeel halfpipe.
In november 2009 boekte de Australische in Saas-Fee haar tweede wereldbekerzege. In Vancouver nam Bright deel aan de Olympische Winterspelen 2010, op dit toernooi veroverde ze de gouden medaille op het onderdeel halfpipe.
In Stoneham-et-Tewkesbury nam Bright deel aan de FIS wereldkampioenschappen snowboarden 2013. Op dit toernooi sleepte ze de bronzen medaille in de wacht op het onderdeel. Tijdens de Olympische Winterspelen 2014 in Sotsji veroverde de Australische de zilveren medaille in de halfpipe. Daarnaast eindigde ze als zevende op het onderdeel slopestyle en als achttiende op het onderdeel snowboardcross.
Op de FIS wereldkampioenschappen snowboarden 2015 in Kreischberg eindigde Bright als zesde in de halfpipe.

## Resultaten

### Olympische Spelen
| Jaar | Plaats    | Resultaten                                    |
| ---- | --------- | --------------------------------------------- |
| 2006 | Turijn    | 5e Halfpipe                                   |
| 2010 | Vancouver | Halfpipe                                      |
| 2014 | Sotsji    | Halfpipe · 7e Slopestyle · 18e Snowboardcross |

### Wereldkampioenschappen
| Jaar | Plaats                 | Resultaten   |
| ---- | ---------------------- | ------------ |
| 2005 | Whistler               | 30e Halfpipe |
| 2013 | Stoneham-et-Tewkesbury | Slopestyle   |
| 2015 | Kreischberg            | 6e Halfpipe  |

### Wereldbeker
Eindklasseringen
| Seizoen   | Algm | HP     | SBS | SBX |
| --------- | ---- | ------ | --- | --- |
| 2003/2004 | -    | Zilver | -   | -   |
| 2004/2005 | -    | 15e    | -   | -   |
| 2008/2009 | 76e  | 26e    | -   | -   |
| 2009/2010 | 56e  | 16e    | -   | -   |
| 2012/2013 | 7e   | 7e     | -   | 29e |
| 2013/2014 | 49e  | -      | 24e | 18e |

Wereldbekerzeges
| Datum           | Plaats          | Onderdeel |
| --------------- | --------------- | --------- |
| 12 maart 2004   | Bardonecchia    | Halfpipe  |
| 5 november 2009 | Saas-Fee        | Halfpipe  |
| 12 januari 2013 | Copper Mountain | Halfpipe  |